# Desa Persiapan Terempa Timur
Desa Persiapan Terempa Timur is een bestuurslaag in het regentschap Kepulauan Anambas van de provincie Riau-archipel, Indonesië. Desa Persiapan Terempa Timur telt 1806 inwoners (volkstelling 2010).